# Echinocereus longisetus
Echinocereus longisetus är en kaktusväxtart som först beskrevs av Georg George Engelmann, och fick sitt nu gällande namn av Rümpler. Echinocereus longisetus ingår i släktet Echinocereus och familjen kaktusväxter.

## Underarter
Arten delas in i följande underarter:
- E. l. delaetii
- E. l. longisetus